# Refrigeración silenciosa
La refrigeración silenciosa se denomina al desplazamiento de aire natural para obtener una refrigeración del ambiente. En el caso de la informática esto se puede realizar de varios modos como la utilización de disipadores o de ventiladores.

## Informática
La refrigeración silenciosa puede producirse por:
- El enfriado de los componentes de la CPU (unidad central de procesamiento) mediante ventiladores, montados sobre rodamientos, haciendo más silencioso su funcionamiento: Sus paletas están diseñadas para no hacer el típico zumbido al girar a gran velocidad (cabe recordar que estos giran a entre 2500 y 3000 rpm). El problema de estos es que suele «trabarse» el mecanismo donde gira y se ocasiona un gran problema en los componentes sobrecalentándose llegando a quemarse.
- Por diseño, se generan corrientes de aire, sin ningún ventilador, dentro de la CPU.
- Utilizando disipadores, normalmente metálicos, los cuales envían el calor de un punto a otro de mayor tamaño y con más contacto con el aire para reducir la temperatura. Los disipadores modernos son usualmente fabricados en cobre o aluminio, materiales que son excelentes conductores de calor y que son relativamente baratos de producir.
- Tener en orden nuestros cables ayudara mucho a mantener el flujo de aire, ya que ellos son los obstáculos más comunes de la circulación.

- Datos: Q6103578